# HMS Adventure (1771)
O HMS Adventure foi um veleiro da Marinha Real Britânica, construído em 1771. Navegou junto com o HMS Resolution, do capitão James Cook, em sua segunda expedição ao Pacífico, entre 1772 e 1775. Foi o primeiro navio a circunavegar o globo terrestre partindo do oeste em direção leste. A marinha vendeu-o em 1783 e ela retomou a carreira civil, mas mantendo o nome Adventure. A embarcação foi perdida em maio de 1811.

## Carreira
Começou sua carreira como o nome de Marquês de Rockingham do Mar do Norte, lançado em Whitby em 1770.
Logo após seu retorno de sua primeira viagem em 1771, o comandante Cook foi contratado pela Royal Society de Londres para fazer uma segunda viagem em busca de um suposto continente do sul, Terra Australis Incognita. Ele providenciou para que a Marinha comprasse dois navios, o segundo e menor dos quais era o Marquês de Rockingham.
A Marinha a comprou em 1771 e a chamou de Raleigh ou Rayleigh, e depois Adventure.
Cook recebeu o comando da Resolution, com o Comandante Tobias Furneaux acompanhando-o no Adventure. Furneaux era um explorador experiente, tendo servido na circum-navegação de Samuel Wallis no Dolphin em 1766-1768.
O Resolution e o Adventure deixaram Plymouth em 13 de julho de 1772 e em 17 de janeiro de 1773 foram os primeiros navios europeus a cruzar o Círculo Antártico. Em 8 de fevereiro de 1773, os dois navios se separaram em uma névoa e Furneaux dirigiu a Adventure para o ponto de encontro previamente combinado de Queen Charlotte Sound (Nova Zelândia), mapeado por Cook em 1770.
No caminho para o encontro, Adventure pesquisou as costas sul e leste da Tasmânia (então conhecida como Terra de Van Diemen), onde Adventure Bay foi batizada em homenagem ao navio. Furneaux fez a primeira carta britânica desta costa, mas como ele não entrou no Estreito de Bass, ele presumiu que a Tasmânia fosse parte da Austrália. Muitos de seus nomes aqui sobreviveram; Cook, visitando esta linha costeira em sua terceira viagem, confirmou o relato de Furneaux e o delineamento dela, e deu o nome dele às ilhas no Estreito de Banks.
O Adventure chegou ao Queen Charlotte Sound em 7 de maio de 1773 e o Resolution o seguiu em 17 de maio. De junho a outubro, os dois navios exploraram o sul do Pacífico, chegando ao Taiti em 15 de agosto, onde Omai de Ra'iatea embarcou na aventura (Omai mais tarde se tornou o primeiro ilhéu do Pacífico a visitar a Europa antes de retornar ao Taiti com Cook em 1776). Depois de fazer escala em Tonga, nas Ilhas Amigas, os navios voltaram para a Nova Zelândia, mas foram separados por uma tempestade em 22 de outubro. Desta vez, o encontro em Queen Charlotte Sound foi perdido - o Resolution partiu em 26 de novembro, quatro dias antes do Adventure chegou. Cook deixou uma mensagem enterrada na areia expondo seu plano de explorar o Pacífico Sul e retornar à Nova Zelândia. Furneaux decidiu voltar para casa e enterrou uma resposta nesse sentido.
Antes que ele pudesse partir, uma luta começou entre a tripulação do Adventure e o povo Māori local, na qual dez tripulantes e dois Māoris foram mortos. Isso foi supostamente motivado por uma violação inconsciente do tapu por um marinheiro, que colocou uma lata com comida na cabeça de um chefe. Alternativamente, pode ter sido devido a uma troca que deu errado em Grass Cove em 17 de dezembro de 1773, e Kahura se vingando (utu). Adventure voltou para casa em 22 de dezembro de 1773 via Cabo Horn; retornou à Inglaterra em 14 de julho de 1774 e entrou na doca dupla no Royal Dockyard em Deptford, onde entre março e maio de 1775 e foi convertido em um navio-armazém para Halifax, Canadá.
O tenente John Hallum recomissionou o Adventure em março de 1775. Ele partiu para a América do Norte em 26 de junho de 1775. Em novembro de 1777, o tenente Hugh Tolken substituiu Hallum em Boston. Entre janeiro e março de 1779, ela foi submetida a reformas no Deptford Dockyard.
Henry Trubshaw Bell, Coxswain do HMS Robust foi nomeado contramestre em 30 de agosto de 1779, em Halifax. O diário de 5 de setembro de 1779 mostra que "neste dia 8 homens abandonaram o navio. Dito pegou dois deles novamente por informação e os prendeu a ferros".
O Adventure zarpou de Halifax em 26 de outubro de 1779, na companhia dos navios Keppel, Royal Briton e Dunmore. Ela navegou principalmente em ventos fortes ou frescos durante a maior parte dos 36 dias que levou para chegar a Spithead, que está situada na parte oriental do canal entre Hampshire, Inglaterra, e a Ilha de Wight em Portsmouth. A viagem teve suas tensões. O registro registra que em 6 de dezembro de 1779, o capitão "puniu William Pritt com duas dúzias de chicotadas por golpear o contramestre e o carpinteiro". O Adventure  chegou a Sheerness em dezembro de 1779, e foi pago em 13 de janeiro de 1780. Ele passou por uma prova de fogo, mas nunca foi empregado nessa função.
Adventure foi guardada em Sheerness até que a Marinha a vendeu em 7 de maio de 1783 por £ 900, aparentemente para seus proprietários originais.

## Merchantman
O Adventure apareceu no Lloyd's Register (LR) antes 1800. Em 1784 o Adventure, de 350 toneladas (bm), de construção britânica, entrou no registo, tendo passado por um bom reparo naquele ano. Seu proprietário era J. Montgomerie, e seu comércio Londres-Estreito de Davis, ou seja, ela era baleeira. Ele foi listado pela última vez em 1794.
O Adventure reapareceu no Lloyd's Register (LR) em 1800 com H. Lisk, mestre, T. Brown, proprietário e comércio de transporte de Londres. 
| Ano  | Mestre         | Proprietário | Comércio              | Fonte e notas                                               |
| ---- | -------------- | ------------ | --------------------- | ----------------------------------------------------------- |
| 1801 | H.Lesk         | T.Brown      | Transporte de Londres | LR; bons reparos 1795 e reparos 1797                        |
| 1806 | Appleton       | T.Brown      | Hull– Memel           | LR; reparos 1795, bons reparos 1798 e pequenos reparos 1803 |
| 1811 | J.Shaw Snowden | Appleton     | Hull-St Johns         | LR; reparos 1803; bons reparos 1795, 1798 e 1810            |

## Destino
Em 24 de maio de 1811, Adventure, de Whitby, Snowden, mestre, e navegando entre Leith e Quebec, naufragou no Rio São Lourenço. Toda a sua tripulação foi salva.